# Платонов, Александр Евгеньевич
Алекса́ндр Евге́ньевич Плато́нов (род. 11 октября 1955; Москва, СССР) — советский и российский эпидемиолог, вирусолог; поэт.
Бывший Заведующий лабораторией природно-очаговых инфекций Центрального научно-исследовательского института эпидемиологии Роспотребнадзора. Доктор биологических наук (1997), профессор.

## Биография
Родился 11 октября 1955 года в Москве. Обучение проходил в школе с углубленным изучением немецкого языка № 70 имени Германа Матерна. Окончил кафедру биофизики физического факультета Московского государственного университета имени М. В. Ломоносова.
Кандидат биологических наук (1982, Институт биологической физики АН СССР), тема диссертации: «Адгезивные свойства фибробластов». Доктор биологических наук (1997), тема диссертации: «Роль системы комплемента в патогенезе менингококковой инфекции».
Заведующий лабораторией природно-очаговых инфекций Центрального научно-исследовательского института эпидемиологии Роспотребнадзора России.
Узкому кругу ценителей известен как поэт. Поэтические публикации малочисленны, объём поэтического творчества неизвестен. В середине 1980-х гг. был участником альманаха «Эпсилон-салон».
Интернет-журнал TextOnly писал в 1999 году о поэзии Александра Платонова:
Дикция Платонова уникальна и разнообразна. Обновление образности и ощущения мира происходит естественно, в частности (но далеко не только) за счёт работы с естественнонаучными (в первую очередь биологическими) представлениями и лексикой. Научные идеи — не в качестве логических схем, а как средство для формирования метафор и намёков — используются в обострённо-личном высказывании. Такое высказывание ведёт к развитию трезвого и трагического восприятия.

Избегает публичных выступлений со своими стихами. Известны два публичных чтения Платоновым своих стихов: на частной квартире в 1985 году и в литературном клубе Николая Байтова «Премьера» в 1998 году.

### Семья
Женат, трое детей.

### Важнейшие статьи
- Platonov A.E., Shipulin G.A., Shipulina O.Yu., Platonova O.V., Pokrovskii V.I., Tyutyunnik E.N., Vengerov Y.Ya., Frolochkina T.I., Lanciotti R.S., Yazyshina S., Obukhov I.L., Zhukov A.N. Outbreak Of West Nile Virus Infection, Volgograd Region, Russia, 1999.//Emerging Infectious Diseases. 2001. Т. 7. № 1. С. 128—132.
- Платонов А. Е. Статистический анализ в медицине и биологии: задачи, терминология, логика, компьютерные методы.//Москва, 2000.
- Kuijper E.J., Fijen C.A.P., Westerdaal N., Van De Winkel J.G.J., Platonov A.E., Vershinina I.V., Shipulin G.A. Meningococcal Disease And Polymorphism Of Fcγriia (Cd32) In Late Complement Component-Deficient Individuals.//Clinical and Experimental Immunology. 1998. Т. 111. № 1. С. 97-101.
- Platonov A.E., Shipulin G.A., Vershinina I.V., Dankert Ja., Winkel Ja.G.J., Kuijper Ed.J. Association Of Human Fcγriia (Cd32) Polymorphism With Susceptibility To And Severity Of Meningococcal Disease.//Clinical Infectious Diseases. 1998. Т. 27. № 4. С. 746—750.
- Platonov A.E. West Nile Encephalitis In Russia 1999—2001: Were We Ready? Are We Ready?//Annals of the New York Academy of Sciences. 2001. Т. 951. С. 102—116.
- Fernie B.A., Würzner R., Orren A., Morgan B.P., Potter P.C., Platonov A.E., Vershinina I.V., Shipulin G.A., Lachmann P.J., Hobart M.J. Molecular Bases Of Combined Subtotal Deficiencies Of C6 And C7: Their Effects In Combination With Other C6 And C7 Deficiencies.//Journal of Immunology. 1996. Т. 157. № 8. С. 3648-3657.
- Fyodorova M.V., Bulgakova T.A., Platonova O.V., Platonov A.E., Lopatina J.V., Ivanitsky A.V., Savage H. Evaluation Of Potential West Nile Virus Vectors In Volgograd Region, Russia, 2003 (Diptera: Culicidae): Species Composition, Bloodmeal Host Utilization, And Virus Infection Rates Of Mosquitoes.//Journal of Medical Entomology. 2006. Т. 43. № 3. С. 552—563.
- Platonov A.E., Vershinina I.V., Kuijper E.J., Borrow R., Käyhty . Long Term Effects Of Vaccination Of Patients Deficient In A Late Complement Component With A Tetravalent Meningococcal Polysaccharide Vaccine.//Vaccine. 2003. Т. 21. № 27-30. С. 4437-4447.
- Платонов А. Е., Николаев М. К. Заболеваемость гнойными менингитами у детей в возрасте до 5 лет в регионах России.//Эпидемиология и инфекционные болезни. 2007. № 3. С. 10-18.
- Platonov A.E., Fedorova M.V., Karan L.S., Shopenskaya T.A., Platonova O.V., Zhuravlev V.I. Epidemiology Of West Nile Infection In Volgograd, Russia, In Relation To Climate Change And Mosquito (Diptera: Culicidae) Bionomics.//Parasitology Research. 2008. Т. 103. № SUPPL. 1. С. 45-53.
- Platonov A.E., Beloborodov V.B., Vershinina I.V. Meningococcal Disease In Patients With Late Complement Component Deficiency: Studies In The U.S.S.R.//Medicine (Baltimore). 1993. Т. 72. № 6. С. 374—392.
- Maltezou H.C., Andonova L., Andraghetti R., Bouloy M., Ergonul O., Jongejan F., Kalvatchev N., Nichol S., Niedrig M., Platonov A., Thomson G., Leitmeyer K., Zeller H. Crimean-Congo Hemorrhagic Fever In Europe: Current Situation Calls For Preparedness.//Euro surveillance : bulletin europeen sur les maladies transmissibles = European communicable disease bulletin. 2010. Т. 15. № 10. С. 48-51.
- Платонов А. Е., Карань Л. С., Гаранина С. Б., Шопенская Т. А., Колясникова Н. М., Платонова О. В., Федорова М. В. Природно-очаговые инфекции в XXI веке в России.//Эпидемиология и инфекционные болезни. 2009. № 2. С. 30-35. 15. 30-35. 152. С. 30-35.
- Платонов А. Е., Карань Л. С., Колясникова Н. М., Махнева Н. А., Топоркова М. Г., Малеев В. В., Fish D., Krause P.J. Humans Infected With Relapsing Fever Spirochete Borrelia Miyamotoi, Russia.//Emerging Infectious Diseases. 2011. Т. 17. № 10. С. 1816—1823.

### Поэзия
- [Три стихотворения из книги «Бо»] // Контекст-9. Вып. 3. — М., 1998.
- Александр Платонов. Стихотворения 1982—1998 годов // TextOnly. — 1998.
- Не с людьми. Стихи // Воздух. — 2007. — № 2.

### Интервью
- Голицына Светлана. Менингит: готовь сани летом // АиФ Здоровье. — № 30 (518). — 22 июля 2004 года.
- Насибов Ашот. Вирусы: откуда они берутся и как с ними борются // Эхо Москвы. — 8 ноября 2009 года.